# Acanthemblemaria hastingsi
Acanthemblemaria hastingsi е вид лъчеперка от семейство Chaenopsidae. Видът е незастрашен от изчезване.

## Разпространение и местообитание
Разпространен е в Мексико.
Среща се на дълбочина от 1 до 3 m.

## Описание
На дължина достигат до 4 cm.